# ديفايزيس (دائرة انتخابية في المملكة المتحدة)
ديفايزيس (بالإنجليزية: Devizes)‏ هي إحدى الدوائر الانتخابية في المملكة المتحدة الممثلة في مجلس العموم في برلمان المملكة المتحدة.
عضو البرلمان الذي يمثلها حالياً هو :Rt Hon Michael Ancram, Earl of, QC (Con).